# DF-3
Le DF-3, ou Dong Feng-3, (du chinois : 东风, signifiant « vent d'est »), est un missile balistique intercontinental à longue portée développé par la Chine. Désigné CSS-2 par le département de la défense américain (DoD), il est porteur de l'arme nucléaire et entra en service en 1971.

## Historique

### Développement
Le DF-3, second missile à voir le jour au sein du programme d'armement chinois, fut désigné par la Chine comme étant son premier missile moderne. Il ressemblait beaucoup au missile soviétique R-12 Dvina (OTAN : SS-4 « Sandal »), de par ses caractéristiques et sa conception, même si Moscou avait pourtant refusé de vendre le R-12 ou de fournir la moindre aide technique à son sujet à la Chine.
Le développement commença en septembre 1958 et se révéla plus difficile que prévu pour les Chinois. En se basant sur les données techniques et tactiques du premier prototype, on pouvait deviner que le missile était affecté de nombreuses lacunes, qui imposèrent alors de revoir le concept en profondeur. Il était également d'un emploi risqué, en raison des propriétés dangereuses de son carburant. Les modifications furent appliquées en 1964 et le missile, qui avait d'abord reçu la désignation de DF-1, reçut celle de DF-3 et disposait alors d'une portée bien plus importante. Les premiers tirs furent effectués en 1967, depuis Shuangchengtzu, puis déplacés vers Wuchai vers 1969, afin de pouvoir effectuer des tirs à longue portée. La production en série commença également cette année. La première preuve photographique de l'existence du CSS-2 fut obtenue par les services de renseignement américains, en novembre 1970, alors que le personnel chinois s'entraînaient à sa mise en œuvre à Wuwei. Les entraînements se font d'ailleurs toujours à cet endroit de nos jours. Les essais de tirs réels furent menés depuis une aire de lancement à Wuchai, au sud-ouest de Pékin, tandis que de possibles démonstrations d'exercices d'entraînement commencèrent au milieu de l'année 1969. Il est probable que la Chine ait commencé le déploiement d'un petit nombre de missiles à partir de la fin de 1971. Même la preuve formelle de ces faits n'existait pas encore, des photos prises en 1972 démontraient clairement un probable déploiement imminent du système à deux endroits séparés en Chine.
Le DF-3 est le plus vieux missile balistique actif au sein de l'armée chinoise. Entre 90 et 120 missiles étaient déployés dans les années 1980, et un nombre encore plus important était fabriqué. Le CSS-2 était le système principal de défense des Chinois. À la fin 1997, les Chinois disposaient de 40 sites de lancement réutilisables, dispersés entre 6 garnisons terrestres dotées chacune d'une aire de lancement. La plupart de ces sites lanceurs à désormais été convertie pour lancer le remplaçant du DF-3, le DF-21, qui fonctionne avec un carburant solide et viendra remplacer son aîné après plus de 40 ans de service. Le nombre de ces lanceurs est probablement en train de diminuer, principalement parce-que les États-Unis n'opèrent plus depuis leurs anciennes bases aux Philippines et également parce-que les missiles à courte portée DF-15 (M-9) déployés le long des côtes orientales peuvent être également employés pour atteindre des cibles situées à Taïwan.

### Développement civil
En parallèle à son utilisation militaire, le DF-3 fut l'ancêtre du DF-4, en lui cédant son unique étage, qui servirait alors de premier étage sur le futur missile. Il fut également le premier étage du premier lanceur spatial civil chinois, désigné CSL-1 à l'Ouest et Changzheng 1 (CZ-1) pour les Chinois. Ce lanceur est mieux connu sous son autre désignation : Longue Marche 1. Cette fusée lança le premier satellite chinois, en avril 1970. Les deux premiers étages employaient des ergols liquides, alors que le troisième employait un propergol solide. Le CZ-1 lança également un autre satellite en mars 1971, le dernier avant la production d'une autre version améliorée du lanceur.

## Caractéristiques

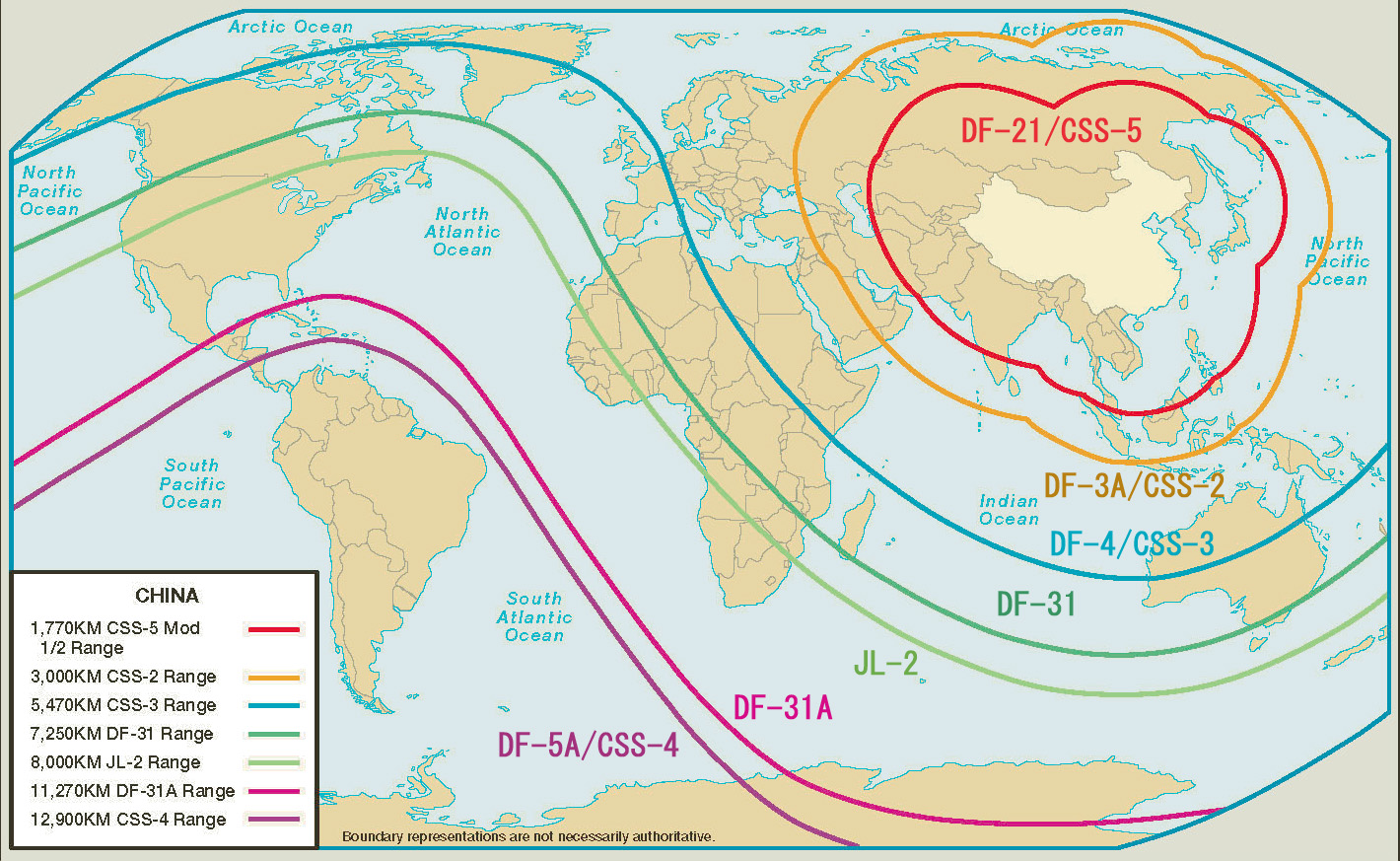
Portée des différents missiles balistiques chinois, dont le DF-3A.

Le DF-3 était un missile à un seul étage. Comme le R-12 soviétique, il employait des ergols stockables et une grappe de quatre moteurs-fusées pour sa propulsion, développant une poussée totale au décollage de 64 tonnes. Avec une hauteur de 24 m et un diamètre de 2,25 m, il était essentiellement destiné à être employé depuis des silos enterrés, plutôt qu'à partir de sites mobiles.
Lorsqu'il était employé à partir de silos, le missile était déjà pré-rempli avec son carburant, ce qui le rendait bien plus réactif que son aîné le DF-2. Lorsqu'il était employé à l'extérieur, depuis une tour de lancement, il était rempli avant le tir, un processus qui pouvait prendre près de trois heures. Il existe au moins deux versions du DF-3. Le modèle initial était doté d'une portée d'environ 2 650 km et transportait une ogive nucléaire unique d'une masse de 2 150 kg. Entre 1983 et 1984, un premier programme de modernisation allongea la portée du DF-3 à 2 800 km (certaines sources parlent cependant de près de 4 000 km). D'après quelques rapports des services de renseignement, d'autres modifications furent ajoutées, afin que le missile puissent embarquer 3 têtes nucléaires (mirvage), d'une puissance certainement comprise entre 50 et 100 kT, même si des puissances plus faibles ont également été supposées. Sur un total de 100 missiles, 80 étaient de cette version améliorée DF-3A, qui commença à être déployé à partir de 1986.
Le DF-3 est normalement capable d'une portée de 2 780 km, avec une altitude à son apogée de 550 km. Ce chiffre est ramené à 1 550 km lorsque la trajectoire est abaissée à une altitude de 100 km. Il employait d'abord un système de téléguidage, mais fut ensuite doté d'une guidage par plateforme inertielle, ce qui lui confère une précision assez relative, avec un écart circulaire probable d'environ 4 000 m.

## Versions
- DF-3 : première version, à ogive nucléaire unique.
- DF-3A : version améliorée, à trois ogives mirvées, et doté d'une portée étendue.

## Sites de lancement

### Actuels
- Dalong : 403e brigade[4]. 26° 39′ N, 114° 02′ E
- Datong : 409e brigade[5]. 36° 36′ N, 103° 20′ E
- Dengshahe : 410e brigade[6]. 39° 13′ N, 122° 04′ E
- Haiyan : usine de production et zone d'expérimentations[7]. 36° 57′ N, 100° 55′ E
- Jianshui : 408e brigade[8]. 23° 37′ N, 102° 49′ E
- Kunming : Unité no 80303 - 3e division[9]. 25° 04′ N, 102° 41′ E
- Lianxiwang : 407e brigade[10]. 30° 09′ N, 117° 38′ E
- Yidu[11]. 36° 41′ N, 118° 28′ E

### Désaffectés
- Dianwei
- Fengrun
- Liujikou[12]. 38° 17′ N, 115° 28′ E
- Xi'an
- Xuanhua[13]. 40° 38′ N, 115° 06′ E

## Utilisateurs
- Chine : En 2010, il ne restait plus que 17 missiles et 10 lanceurs opérationnels, opérant à partir d'une unique brigade[3],[14].
- Arabie saoudite : En 1987, la Chine vendit plusieurs douzaines de missiles DF-3 hors d'âge à l'Arabie saoudite, toutefois dépourvus d'ogives nucléaires, ces dernières ayant été préalablement démontées. D'après les estimations, les Saoudiens auraient ainsi obtenu entre 36 et 60 missiles[1],[3],[15]. L'Arabie saoudite les présenta en public pour la première fois le 29 avril 2014[16],[17].
- Iran: DF-3A en service avec le Corps des Gardiens de la révolution islamique (Forces aériennes des Gardiens de la révolution islamique).